# おはようロバート
『おはようロバート』は、2018年7月28日からAbemaTVで配信されていたバラエティ番組。略称は『おはロバ』｡

## 概要
「AbemaTV初の子ども向け番組」を標榜するバラエティ番組。2018年7月28日、毎週土曜日朝10時よりAbemaSPECIALにて配信された。
子供番組や朝の情報番組を意識してパッケージされていたが、出演者のロバート秋山自らが「土曜の午前に見せるものじゃない。こんなにふざけ倒している子供向け番組は、世界でも他に類を見ないだろう。まったく爽やかじゃない」と語り、構成の鈴木おさむも「“子供番組”という設定」と語るなどあくまでも演出イメージ上のことであり、ロバート馬場は「子を持つ親としては実に『紙一重』な内容」としていた。また、秋山は子供番組と位置付けられた意味を「僕らが子供に返る子供番組」と解釈していた。

## 内容

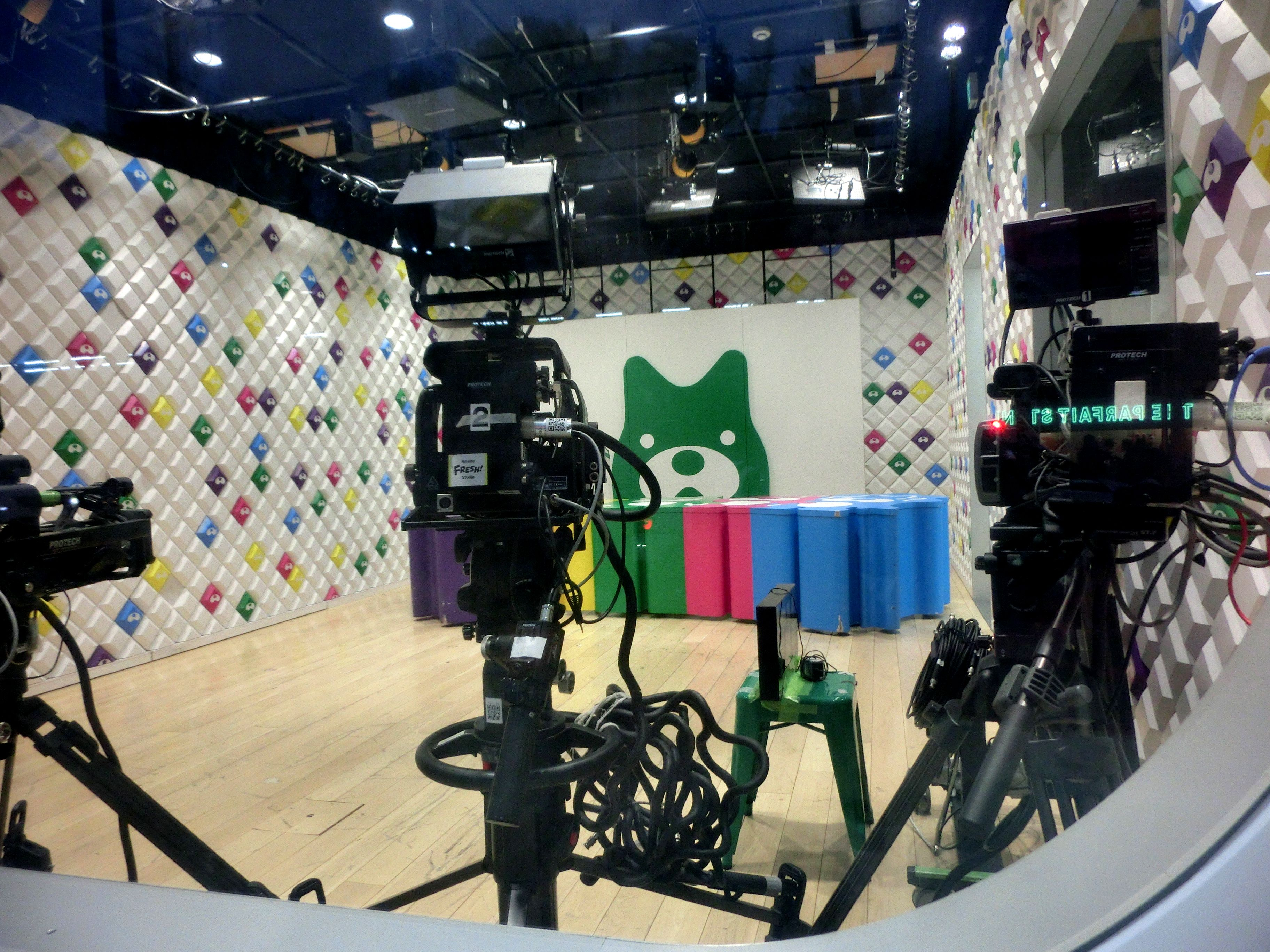
収録に使われていたHARAJUKUAbemaStudioのAst

地上波でコント番組が減る中で、AbemaTVでできるコント番組を模索して企画された。ロバート単独ライブの雰囲気を子供番組として見せることを演出イメージとし、ショートコント自体は「深夜に観るべきものを根こそぎ朝10時に持ってきたよう」と評されていた。
スタジオ収録部分、コント部分の大半はHARAJUKUAbemaStudio、一部はChateau Amebaを用いて収録された。2018年12月配信分以降はHARAJUKUAbemaStudio閉鎖のため、同じ渋谷区神宮前のCreema HASHTAG GALLERY（クリーマハッシュタグギャラリー）で収録されていた。
2019年9月28日に最終回を迎え、オリジナルテーマソングを制作した。
オープニングでのイメージ映像は、漫画『つるピカハゲ丸』で知られる漫画家・のむらしんぼによるものである。同作品はロバート秋山の原点であり、過去に子供番組で共演経験もあった。

## 出演者

### ロバート
- 山本博
- 秋山竜次
- 馬場裕之

## おもなコーナー
- バキバキ版画 - 小学生時代などに制作した版画作品をロバート扮する「小学生版画クラブ」メンバーが実写再現するコーナー[7]。
- モーニングDJ - 秋山演じるナイロンDJが家庭用品でスクラッチし、DJプレイをするコーナー[1]。
- 文房具クッキング - 馬場が文房具を駆使して食品サンプルを制作する疑似料理コーナー。
- SNSの達人 - 腕にミニチュア下着を着せて尻に見立てるアームヒップなどを駆使し、スマホで見るとセクシーな写真撮影を行うコーナー[8]。
- 乳道（にゅうどう） - 「すべての文字には乳がある」と秋山扮する乳道家（師範代）が文字を添削するコーナー[1]。
- 朝の連続刑事ドラマ小説 裸で銃を持つ男 - 2019年4月6日開始のオールロケコント。なぜかすぐに全裸になってしまう刑事と犯人を描く[9]。

## スタッフ
- 企画構成 - 鈴木おさむ
- 作家 - 南山幸浩、川畑祐、川嶋結衣
- CAM - 中澤宏
- AUD - 村本達弥
- 編集 - 大平倫毅
- 美術 - 吉良久仁子
- 美術進行 - 今井隆之
- 技術協力 - エムジェイ、SWISH JAPAN
- 美術協力 - フジアール
- AD - 岡田直美、七原沙季、鈴木優希
- ディレクター - 浅川拓哉、寺尾康佑、日比野大輔、悉知卓矢
- 宣伝 - 鮫島由美子、若井レイ
- プロデューサー - 松山岳宗、山ノ内禎枝、岡野彰男、川崎一輝、小山兼生（2019年 - ）
- 演出 - 豊嶋隆一
- チーフプロディーサー - 白石堅太郎
- 技術協力 - MMJ[10]、LOGIC
- 製作著作 - AbemaTV

### 元スタッフ
- AD - 佐藤大嗣、鈴木優希、小澤友美（2018年）

## 音楽

### 主題歌
- 「シーズン・イン・ザ・サン」TUBE（作詞：亜蘭知子／作曲・編曲：織田哲郎） - 第1回おはようミュージック

### 挿入歌
- 「おはロバの歌」秋山竜次（作詞作曲：秋山竜次） - CMでも使用。秋山の即興曲。

## 特別番組
- おはようロバート元日から番組終了覚悟の生放送解禁！お年玉あげちゃうぞSP！！
  - 2019年1月1日、午前11:00 - 14:30。一部生放送[11]。
- おはようロバート『中目黒 インスタ映え映えショップ』オープン記念生放送！
  - 2019年8月12日、午後16:00 - 16:45。

## 関連
- 2019年8月12日から8月17日まで番組使用セットや小道具を扱う展示会「中目黒インスタ映え映えショップ」を東京・レンタルスペースさくらで開催[12]。